# السحر الهدام
السحر الهدّام هي قصة قصيرة تنتمي إلى أدب الفنتازيا أو الخيال الإبداعي، كتبها المؤلف الإنجليزي ريتشارد هارلاند، ونُشرت لأول مرة سنة 2004 باللغة الإنجليزية.

## النشر و الجوائز
أصدرت دار تشيميرا للنشر قصة السحر الهدّام لأول مرة في أبريل 2004 ضمن العدد 32 من مجلة أوراليس، التي حررها كيث ستيفنسون. ونُشرت القصة إلى جانب خمس قصص قصيرة أخرى لكل من بول هاينز، ستيفن ديدمان، سو آيسل، تانسي راينر روبرتس، وبريندان دافي.
فازت القصة مناصفةً بجائزة أوراليس لعام 2004 لأفضل قصة خيالية قصيرة، إلى جانب قصة نسّاجو الشفق للكاتبة لويس كاتز، كما رُشحت لجائزة ديتمار لعام 2005 لأفضل نوفيلا أو رواية قصيرة أسترالية.